# Bertilimumab
Becesimumab là một kháng thể đơn dòng của con người liên kết với eotaxin-1, một chất điều chỉnh quan trọng của chức năng eosinophil tổng thể.
Nó được phát hiện bởi Công nghệ kháng thể Cambridge sử dụng công nghệ hiển thị phage của họ. Được đặt tên là CAT-213 trong quá trình phát hiện và phát triển sớm bởi CAT, nó được sử dụng để điều trị các rối loạn dị ứng nghiêm trọng.
Vào tháng 1 năm 2007, CAT đã cấp phép thuốc điều trị các rối loạn dị ứng cho iCo Therapeutics Inc. iCo Therapeutics Inc. gọi là "công ty tìm kiếm và phát triển".
iCo Therapeutics Inc. đã đổi tên thuốc từ CAT-213 thành iCo-008 và, ở giai đoạn đó, đã lên kế hoạch bắt đầu thử nghiệm lâm sàng giai đoạn II ở những bệnh nhân bị viêm giác mạc mắt.
Vào tháng 3 năm 2008, iCo tuyên bố iCo-008 đã ở 126 bệnh nhân trong các thử nghiệm lâm sàng giai đoạn I và II. Chất ma túy đã được sản xuất bởi Lonza, trong các cơ sở cGMP của nó ở Slough, Vương quốc Anh. Sau đó, iCo đã chuyển chất ma túy đến một địa điểm hoàn thiện cho giai đoạn cuối của quá trình sản xuất. iCo đã báo cáo rằng sản phẩm thuốc iCo-008 nằm trong thông số kỹ thuật và có năng suất kháng thể cao.
Vào tháng 6 năm 2011, IMMUNE Dược phẩm (NASDAQ: IMNP)  (Herzliya, Israel) được cấp phép Becesimumab từ iCo cho các chỉ định không nhãn khoa. IMMUNE đang bắt đầu thử nghiệm lâm sàng giai đoạn II của Becesimumab trong bệnh viêm ruột (viêm loét đại tràng & bệnh Crohn) vào năm 2015 và 2016. Các chỉ định khác được lên kế hoạch cho sự phát triển Becesimumab bao gồm hen suyễn nặng và bệnh gan (NASH).